# Julius Magnus

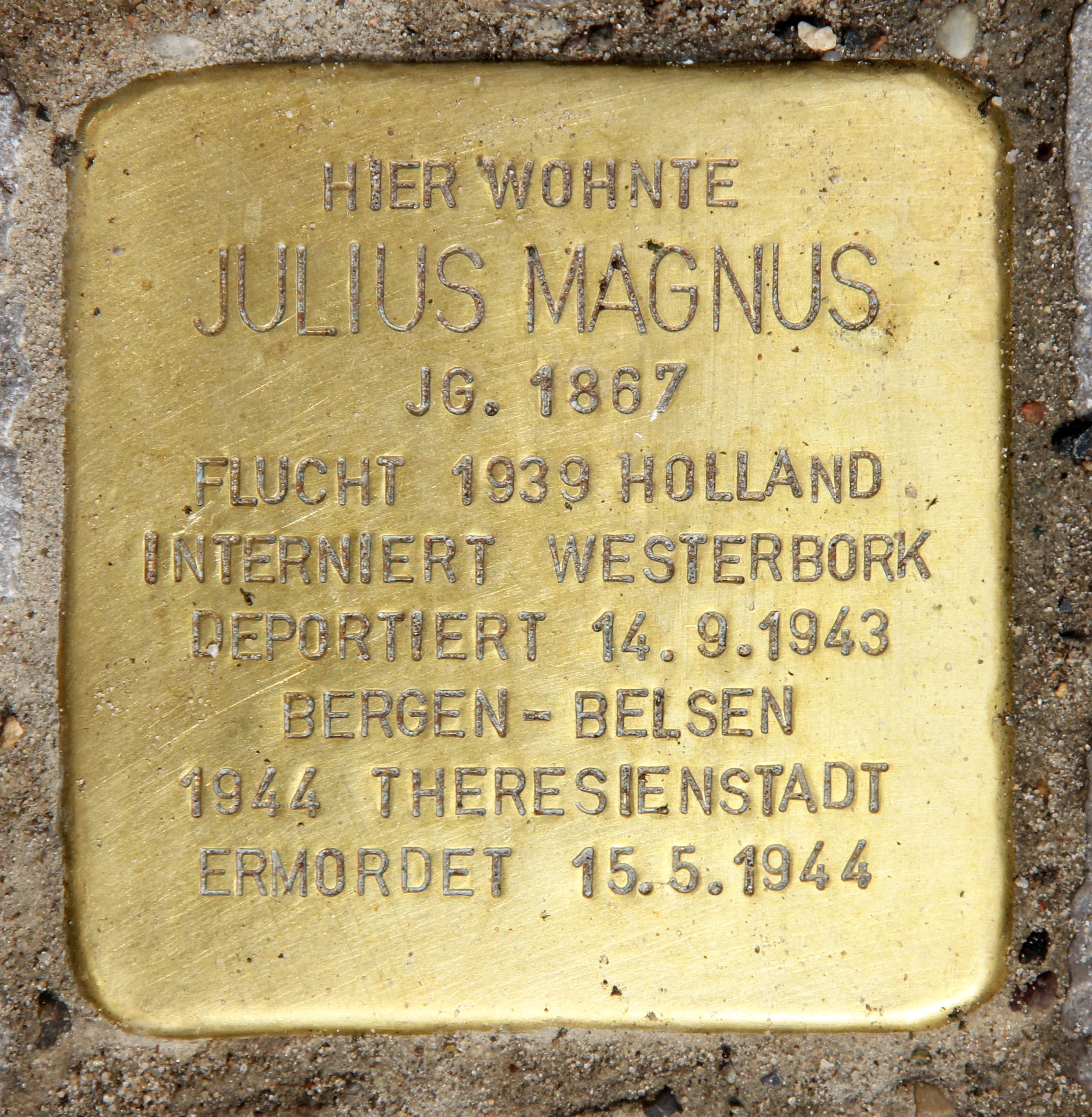
Stolperstein am Haus, Meerscheidtstraße 13, in Berlin-Westend

Julius Magnus (* 6. September 1867 in Berlin; † 15. Mai 1944 im KZ Theresienstadt) war ein deutscher Jurist und Justizrat mit Schwerpunkt auf dem Gebiet des gewerblichen Rechtsschutzes und des internationalen Rechts.

## Leben
Magnus war ab 1898 Anwalt in Berlin und gehörte zu den bekanntesten Berliner Anwälten seiner Zeit. 1914 wurde er zum Justizrat ernannt. Er war ab 1915 Vorstandsmitglied des Berliner Anwaltvereins und von 1919 bis 1922 dessen erster Vorsitzender. Daneben war er Vorsitzender des Auslandsausschusses und der Auslandsgruppe des Deutschen Anwaltvereins und Mitglied des Vorstandes der Deutschen Gesellschaft für Völkerrecht.
Er war Herausgeber verschiedener Veröffentlichungen:
- 1907 bis 1914 Herausgeber der Veröffentlichungen der patentamtlichen und gerichtlichen Entscheidungen in Patent-, Muster- und Markensachen im Deutschen Reich und Österreich
- 1925 bis 1933 Herausgeber der Juristischen Wochenschrift Berlin
- 1926 Herausgeber der Tabellen zum Internationalen Recht
- 1928 bis 1932 Mitherausgeber des Archivs für Urheber-, Film- und Theaterrecht (UFITA)
- 1929 Mitherausgeber des (Schlegelbergerschen) Rechtsvergleichenden Handwörterbuchs für Zivil- und Handelsrecht.

In Anerkennung seiner Arbeit als Herausgeber verliehen ihm die Universitäten Heidelberg und Frankfurt am Main jeweils die Ehrendoktorwürde.
Von 1930 an war er Lehrbeauftragter für Urheber- und Patentrecht an der Universität Berlin, bis ihm im September 1933 infolge des Berufsbeamtengesetzes der Nationalsozialisten der Lehrauftrag entzogen wurde. 1938 wurde ihm die anwaltliche Zulassung entzogen.
Er flüchtete 1939 vor den Nazis nach Amsterdam. Jedoch konnte er sich deren Zugriff nicht entziehen und kam nach seiner Internierung im Sommer 1943 im Durchgangslager Westerbork über das KZ Bergen-Belsen in das Ghetto Theresienstadt, wo er 1944 an Hunger und Entkräftung starb.
Am 19. Mai 2016 wurde vor seinem ehemaligen Wohnhaus, Berlin-Westend, Meerscheidtstraße 13, ein Stolperstein verlegt.

## Werke (Auswahl)
- Deutsches Warenzeichenrecht, 1925
- Die Rechtsanwaltschaft in den verschiedenen Ländern, 1928
- Die höchsten Gerichte der Welt 1929